# Еквивалент
Еквивалентът се бележи с Е и се изразява в атомни единици за маса. Стойността му може да се мени в зависимост от реакцията, в която веществото участва, или вида на съединението, което се получава. Ако се обозначи валентността на елемента с b и се знае, че атомната маса се бележи с А, то еквивалентността ще е равна на:
Е = А/b
Еквивалентът на химичните елементи също има променливи стойности и зависи от химичните реакции, в които те участват.
За киселините еквивалента е частно от молекулната им маса и броя Н+, които една молекула обменя при извършване на йонни реакции. Аналогично еквивалентът на хидроксидите се определя като частно от молекулната маса и броя на ОН-, които една молекула обменя при йонни взаимодействия.
При непълна неутрализация, когато се образуват основни или хидроген соли, Е = М; еквивалента е равен на молекулната маса на основата, в първия случай, или на киселината във втория.
Еквивалента на соли е частно от молекулната маса и произведението от броя метални катиони и тяхната валентност.
Еквивалента на окислители или редуктори, независимо от това какви са те, се определя като частно от молекулната маса и броя на приетите или отдадените електрони от окислителя или редуктора.
Еквивалентът е въведен във връзка с основните химични закони и по-точно закона за постоянния състав на веществата и строго определените количествени отношения, в които те взаимодействат помежду си. Масите на реагиращите вещества са пропорционални на техните еквиваленти:
mA/mB = EA/EB